# 7130 Клепер
7130 Клепер (7130 Klepper) — астероїд головного поясу, відкритий 30 квітня 1992 року.
Тіссеранів параметр щодо Юпітера — 3,582.